# RIDGID
RIDGID es el nombre comercial de la empresa estadounidenses de herramientas, Ridge Tool Company de Elyria, Ohio con sucursal en San Luis Misuri se especializa en fabricación de herramientas de plomería y herramientas manuales en general.

## Historia
Ridge Tool Company es fundada en Elyria, Ohio en el año 1920 como una empresa fabricante de tuberías y herramientas profesionales en general así como de aire acondicionado, Ridgid se crea como consecuencia  del desarrollo industrial que se producía desde finales siglo XIX en los Estados Unidos y el cual dura hasta mediados de la década de 1920 antes de la gran recesión del año 1929 que se ha diversificado en más herramientas de propósito general y herramientas eléctricas. En la actualidad es una división de firma estadounidenses Emerson Electric Company.  La gran mayoría de los productos RIDGID, entre los que destacan algunas herramientas eléctricas y manuales de plomería, de vacíos secos, tienen una garantía de por vida que cubre todo, excepto consumibles (aceite, cables de drenaje y los cortadores, los filtros, troqueles de corte, filtros) y el desgaste normal.

## Herramientas
Entre los RIDGID en la diversidad de productos que esta marca comercial ofrece al público: herramientas eléctricas manuales limpiadores de cañerías, terrajas manuales y eléctricas, llaves cortadoras de tuberías, detectores de averías, equipos de inspección de tuberías y herramientas para su fabricación.

### Especialidades eléctricas
- Terrajas automáticas roscadoras tuberías.
- Guaya eléctrica para destapado e inspección de sistemas de drenaje.
- Ridgid SeekTech utilidades localizadores.

### Herramientas de mano
- Llaves en una diversidad de modelos y usos, incluyendo modelos ligero de aluminio y con el sistema  Ridgid RapidGrip de resorte de ajuste automático llaves de tubo.
- Terrajas manuales para el enroscado de la tubería.
- Cortadores manuales tubo.
- Taladros manuales de tambor.

## Calendarios RIDGID
Otra de las razones por la cual esta empresa es conocida a nivel mundial además de la calidad de sus productos es por la emisión de almanaques o calendarios que han sido emitidos desde el año 1935 alcanzando su máxima demanda a partir del año de 1952 el cual se halla ilustrado con dibujos de George Petty. Dichos calendarios suelen ser muy preciados entre los coleccionistas de almanaques u objetos coleccionables.
Los mismos se caracterizan por presentara un dibujo o fotografía de una modelo la cual presenta alguno de los productos de la empresa RIDGID. Inicialmente se emitieron anualmente desde 1935 hasta 1960, cuando se comenzaron a realizar emisiones bianuales.

### Videos
- Ridgid Pressure Washer
- Ridgid One handed Reciprocating Saw

- Datos: Q7276772
- Multimedia: RIDGID / Q7276772